# Namak
Namak es una ciudad del distrito de Samhyeong, condado de Muan, en la provincia de Jeolla del Sur, Corea del Sur. Esta ciudad, pasó a ser la capital provincial a partir de 2005, sucediendo a Gwangju.